# General Lucio V. Mansilla
General Lucio V. Mansilla (conocida también como Kilómetro 60) es una localidad argentina del departamento Laishí, en la provincia de Formosa. Se halla sobre la margen izquierda del río Bermejo, frente a la localidad de Puerto Eva Perón.
Se encuentra en el km 1104 de la ruta nacional 11.

## Geografía
La localidad se emplaza en la margen izquierda del Río Bermejo, a unos 70 km al sur de la ciudad de Formosa. Es una zona alta con tierras aptas para la agricultura y la ganadería. Cuenta con un clima subtropical sin estación seca, con lluvias abundantes. Los vientos predominantes son del Norte y el sur, que en días de invierno hace bajar la temperatura.

## Población
Cuenta con 2,802 habitantes (Indec, 2010), lo que representa un incremento del 20% frente a los 2,337 habitantes (Indec, 2001) del censo anterior.
| Gráfica de evolución demográfica de General Lucio V. Mansilla entre 1991 y 2010 |
|                                                                                 |
| Fuente: Censos nacionales del INDEC                                             |

## Economía
Es un importante centro agrícola. En inmediaciones de la localidad se cultivan, dadas las óptimas condiciones del suelo el arroz, con grandes extensiones y dos silos almacenadores. La actividad comercial comenzó a crecer dada su estratégica posición que une a Formosa con Chaco mediante la Ruta Nacional N.º 11,  y por la RP 9, que conecta la costa del río Paraguay con el sur formoseño paralelo al Bermejo, donde se desarrollan algunas colonias agrícolas con gran producción. En el futuro está previsto la construcción de un puente internacional que una Argentina con Paraguay, por lo que General Lucio V. Mansilla será una puerta de ingreso desde el vecino país.

## Toponimia

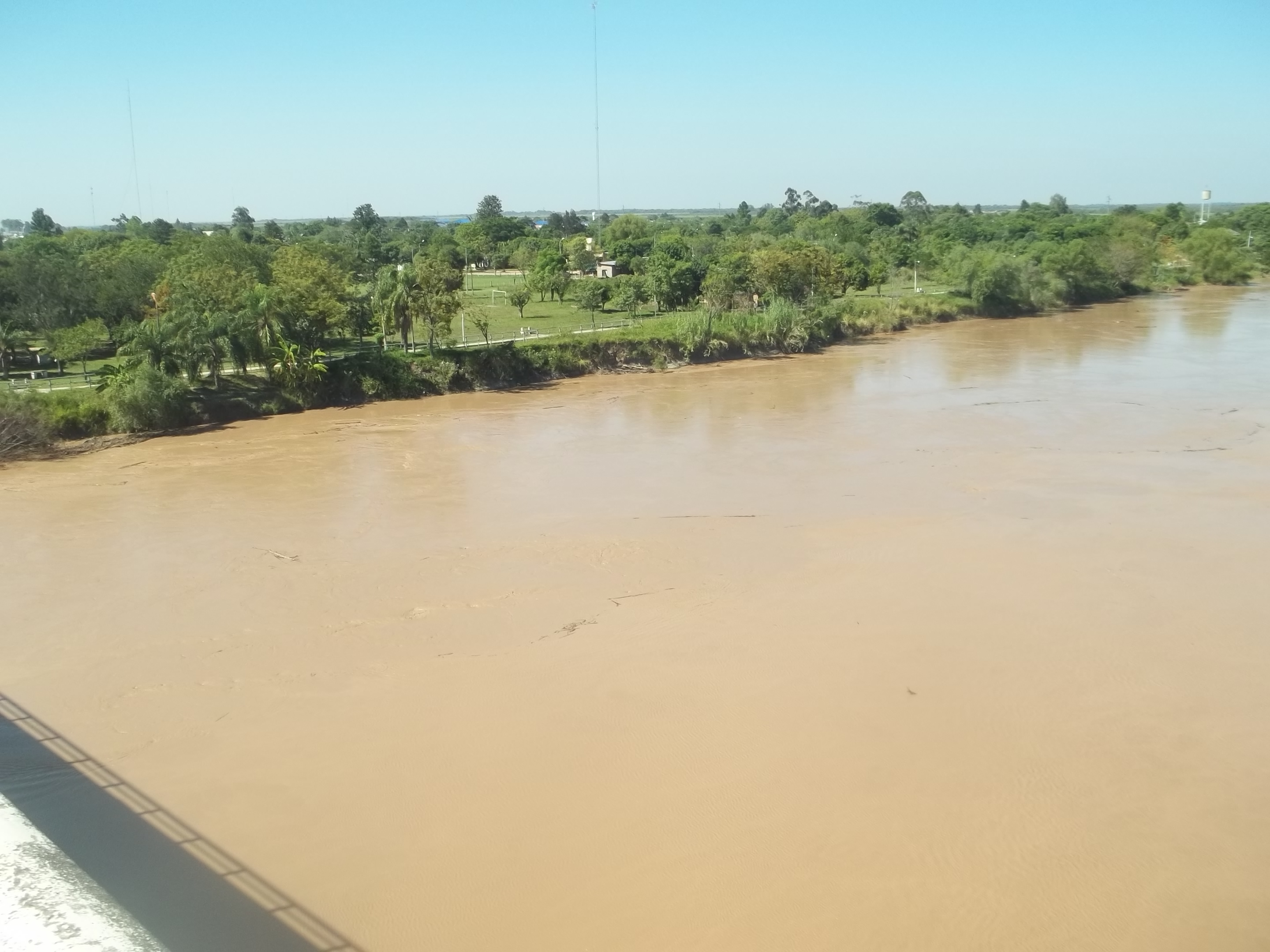
General Mansilla visto desde el puente.

Recuerda a Lucio V. Mansilla, quien haya sido coronel del Ejército Argentino, y autor libro Una excursión a los indios ranqueles, fruto de una recorrida que emprendió en 1867 por los toldos de estos pueblos originarios.